# Tripool Zuid-Limburg
Tripool Zuid-Limburg is een samenwerkingsverband tussen gemeenten Maastricht, Sittard-Geleen en Heerlen in de Nederlandse provincie Limburg. Bij deze samenwerking was het primaire doel om de economische structuur van regio Zuid-Limburg te verbeteren. Vervolgens is hierbij ook samenwerking op zowel veiligheidsgebied als het sociaal domein ontstaan.

## Geschiedenis
In 2005 heeft de provincie Limburg in reactie op de kabinetsnota Pieken in de Delta, waarin voor Nederland de hoofdlijnen van de toekomstige economische ontwikkeling zijn benoemd, de Versnellingsagenda vastgesteld. In de Versnellingsagenda zijn 3 projecten opgenomen die de regio een op technologie en innovatie gerichte impuls moeten geven. Voorts zijn de gemeenten Maastricht, Sittard-Geleen en Heerlen een samenwerking onder de naam Tripool Zuid-Limburg gestart.

## Einde Tripool en start Randstad Zuid-Limburg
Inmiddels blijkt de economische noodzaak om de samenwerking Tripool Zuid-Limburg om te buigen en verder vorm te geven in een nieuw strategisch actieplan, Randstad Zuid-Limburg. Dit plan geeft een eerste aanzet voor een Stedelijk Netwerk Zuid-Limburg.